# Kupfer-Indium-Gallium-Diselenid
Kupfer-Indium-Gallium-Diselenid (Kurzbezeichnung CIGS, chemische Formel CuInxGa(1−x)Se2) ist ein I-III-VI-Verbindungshalbleiter bestehend aus Kupfer (Cu), Indium (In), Gallium (Ga) und Selen (Se). Es ist ein Mischkristall und besteht aus den beiden Ausgangssubstanzen Kupfer-Indium-Diselenid, oft auch als CIS bezeichnet, und Kupfer-Gallium-Diselenid, oft auch als CGS bezeichnet. Die chemische Bindung ist wegen ihres Kristallaufbaues den Chalkopyriten mit der Raumgruppe I42d (Raumgruppen-Nr. 122) zugeordnet. Über das Mischungsverhältnis der beiden Ausgangssubstanzen, ausgedrückt durch den Faktor x in der chemischen Bezeichnung, der im Bereich 0 bis 1 liegen kann, können verschiedene Stoffeigenschaften beeinflusst werden. So beträgt der Bandabstand je nach Mischungsverhältnis 1,02 eV für x = 1 (reines Kupfer-Indium-Diselenid) bis 1,7 eV für x = 0 (reines Kupfer-Gallium-Diselenid).
CIGS wird unter anderem als Werkstoff in Dünnschicht-CIGS-Solarzellen eingesetzt. Durch entsprechende Wahl des Bandabstandes kann die Anwendung dieses Halbleiterwerkstoffes in der Photovoltaik optimiert werden.